# Фрунзенское (Калининградская область)
Фрунзенское — посёлок в Правдинском районе Калининградской области. Входит в состав Мозырьского сельского поселения.

## История
Впервые в документах Bokellen упоминается в 1719 году, но основан раньше.
В начале XIX века Бокелленом владел Фридрих фон Фаренхайд, с 1844 года - Антон фон Белов, в середине XIX века - Фридрих Штепутат.
В 1910 году в Бокеллене проживало 339 человек, в 1933 году - 374 человека, в 1939 году - 382 человека.
25 января 1945 года Бокеллен был взят войсками Красной Армии, в 1946 году переименован в поселок Фрунзенское.

## Население
| 2002 | 2010 |
| ---- | ---- |
| 194  | ↘184 |